# Палиевка (Кировоградская область)
Палие́вка (укр. Паліївка) — село в Маловисковской городской общине Новоукраинского района Кировоградской области Украины.
До 2020 года входило в Маловисковский район
Население по переписи 2021 года составляло 932 человека. Почтовый индекс — 26206. Телефонный код — 5258. Код КОАТУУ — 3523184401.